# 綿貫雄介
綿貫 雄介（わたぬき ゆうすけ）は、日本の実業家、神職。

## 経歴
代々井波八幡宮に社家として仕える綿貫家に生まれる。父は綿貫勝介、祖父は綿貫民輔。
慶應義塾大学在学中は応援指導部に所属し、副将として活躍した。
令和4年（2022年）6月17日、トナミ運輸の上席執行役員に就任した。12月23日、父勝介が帰幽すると、喪主を務めた。
令和5年（2023年）1月12日、父の帰幽に伴い南砺自動車学校の代表となった。同年3月8日、ホテルニューオータニ高岡で勝介の「お別れの会」が開催され、雄介が感謝の言葉を述べた。また、井波八幡宮の宮司に就任した。

### 書籍出典
1. ↑  『富山県報』第5049号, pp. 5–6, 「富山県公安委員会告示第18号」.

### サイト出典
1. ↑  “情報ファイル：県内人事”. 実業之富山Web版 (実業之富山). (2022年5月22日).  オリジナルの2022年7月6日時点におけるアーカイブ。 2023年9月15日閲覧。
2. ↑  “綿貫勝介氏死去　トナミＨＤ・トナミ運輸社長　６３歳”. 富山新聞DIGITAL (北國新聞社). (2022年12月27日).  オリジナルの2022年12月27日時点におけるアーカイブ。 2023年9月15日閲覧。
3. ↑  “トナミＨＤ前社長の綿貫勝介氏しのぶ　高岡でお別れの会”. 富山新聞DIGITAL (北國新聞社). (2023年3月9日).  オリジナルの2023年3月9日時点におけるアーカイブ。 2023年9月15日閲覧。
4. ↑  “神輿女子りりしく活気呼ぶ　南砺・よいやさ祭り”. 富山新聞DIGITAL (北國新聞社). (2023年5月4日).  オリジナルの2023年5月4日時点におけるアーカイブ。 2023年9月15日閲覧。